# Martin-chasseur de Biak
Tanysiptera riedelii
Espèce
Statut de conservation UICN

 NT  : Quasi menacé
Le Martin-chasseur de Biak (Tanysiptera riedelii) est une espèce d'oiseaux de la famille des Alcedinidae, endémique des îles Biak et Supiori proches de la Nouvelle-Guinée (Papouasie).